# The 88
The 88 is een Amerikaanse indierock- en powerpopband, afkomstig uit Los Angeles, Californië. De band heeft vijf studioalbums uitgebracht.
De band bestaat uit vier leden: Keith Slettedahl (zanger, gitaar), Adam Merrin (piano/keyboard), Todd O'Keefe (basgitaar) en Anthony Zimmitti (drums). Tussen 2003 - 2010 heeft de band vijf albums, één ep en twee singles uitgebracht.
Het nummer "At Least It Was Here" wordt gebruikt als themesong voor de Amerikaanse televisieserie Community, en voor de televisieserie Free Ride verzorgde de band ook een themesong. In de aflevering "Best Prom Ever" van How I Met Your Mother trad de band live op.
De band was actief als tourband tijdens een herfsttournee van Ray Davies.

## Discografie

### Studioalbums
- Kind of Light (juni 2003) EMK/Mootron Records
- Over and Over (september 2005) EMK/Mootron Records
- Not Only... But Also (oktober 2008) Island Records
- This Must Be Love (november 2009) 88 Records
- The 88 (september 2010) 88 Records

### Ep's
- No One Here (februari 2010) 88 Records

### Singles
- All I Want For Christmas Is You (november 2009) 88 Records
- Love Is The Thing (juni 2009) 88 Records